# Fontaine des Quatre-Parties-du-Monde
La fontaine des Quatre-Parties-du-Monde, o fontaine de l'Observatoire, o també fontaine Carpeaux, és un monument parisenc situat plaça Camille-Jullian, al 6è districte, al jardí Marco-Polo que perllonga l'avinguda de l'Observatori en direcció als Jardin du Luxembourg. Aquesta font de bronze ha estat construïda entre 1867 i 1874. Concebuda per Gabriel Davioud, ha estat realitzada gràcies a la col·laboració de diversos artistes:
- Louis Vuillemot ha realitzat les garlandes que envolten el pedestal.
- Pierre Legrain ha esculpit el globus.
- Emmanuel Fremiet ha realitzat el sòcol constituït de vuit cavallets de mar així com les tortugues.
- Jean-Baptiste Carpeaux ha realitzat les quatre dones que sostenen el globus. Representen l'Àfrica (simbolitzada per un dona negra), Amèrica (simbolitzada per una Ameríndia), Àsia (simbolitzada per una Xinesa), i Europa (simbolitzada per una dona blanca).

## Galeria

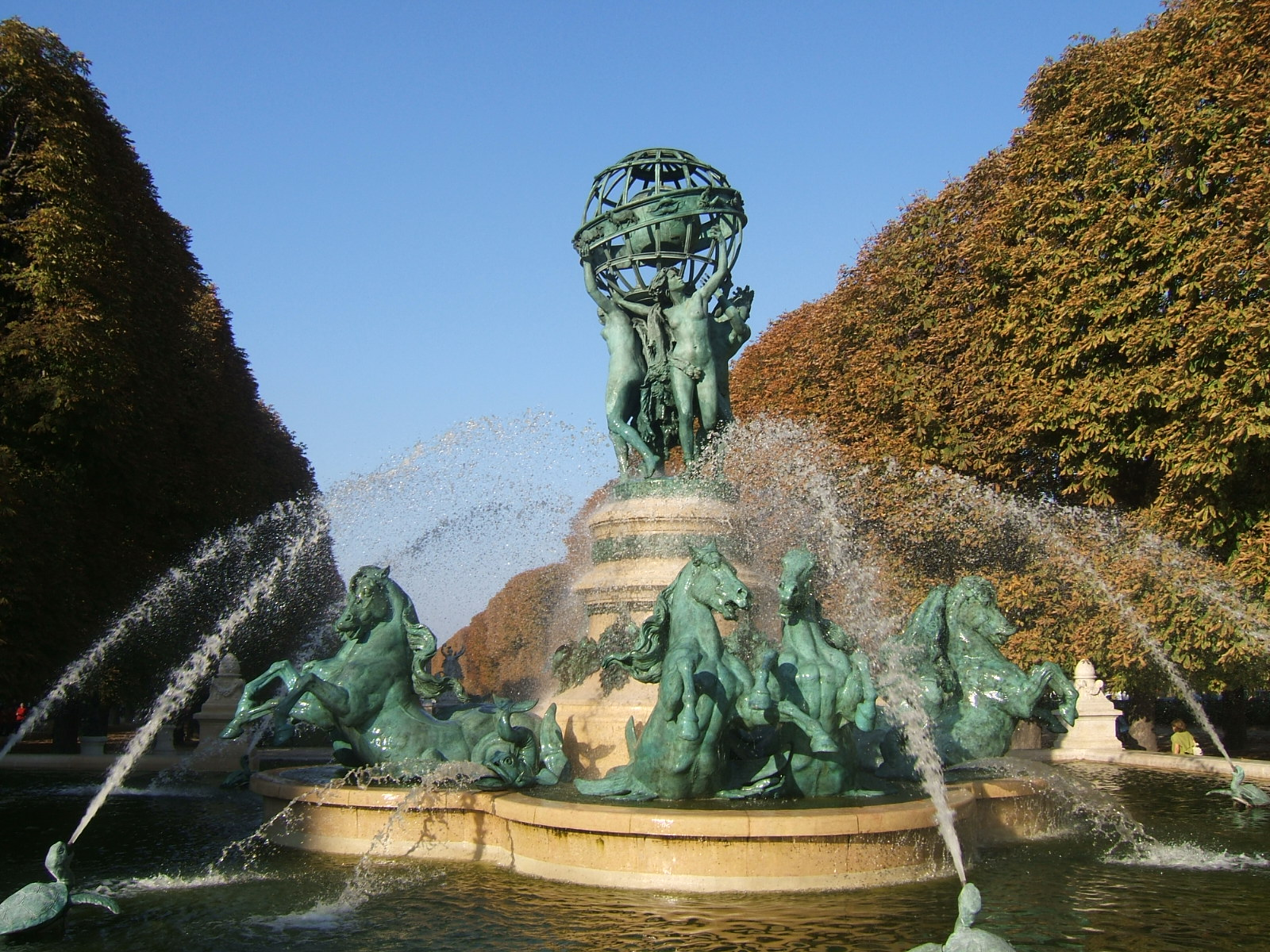
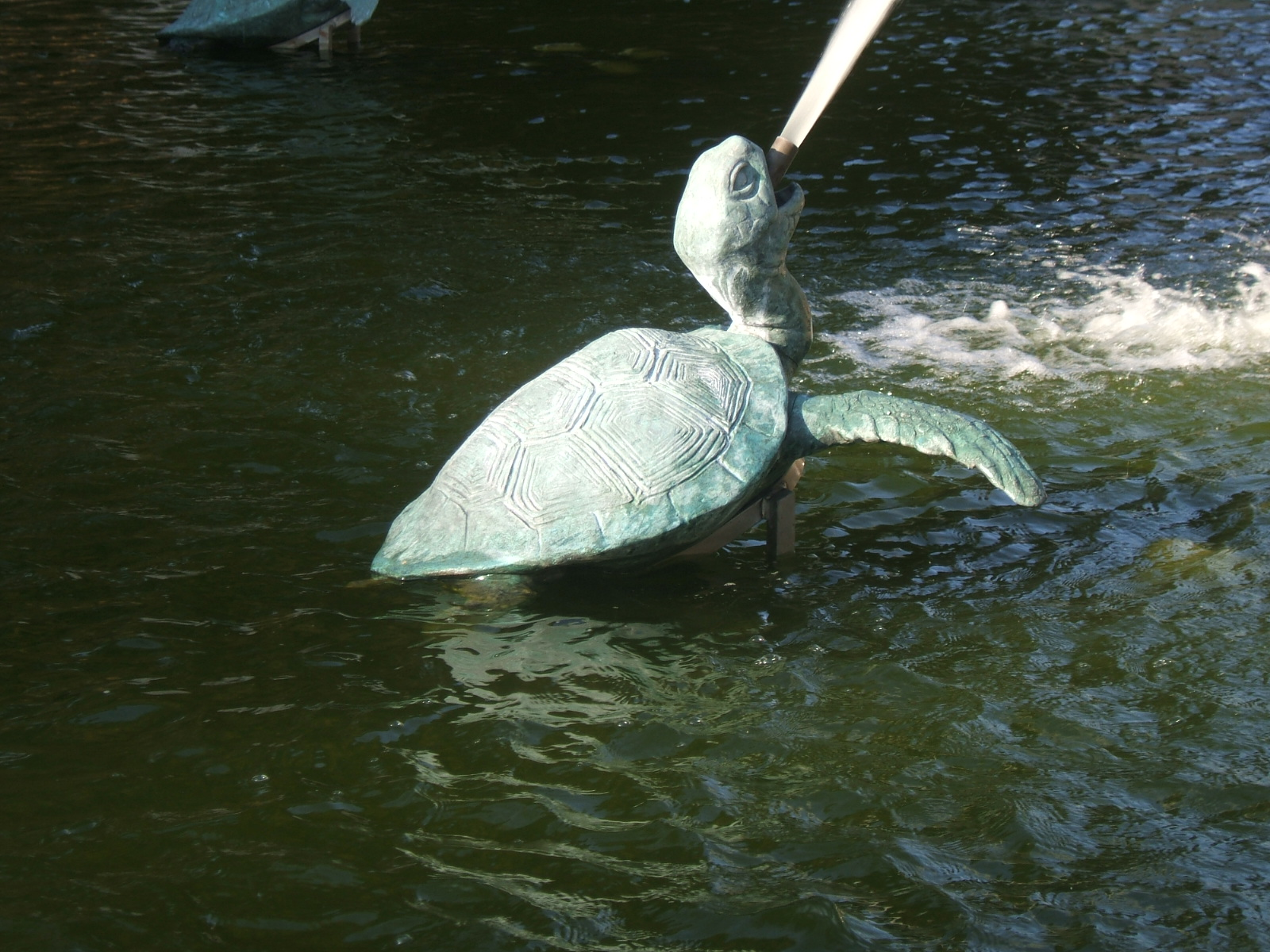
Zoom sobre una tortuga d'Emmanuel Fremiet
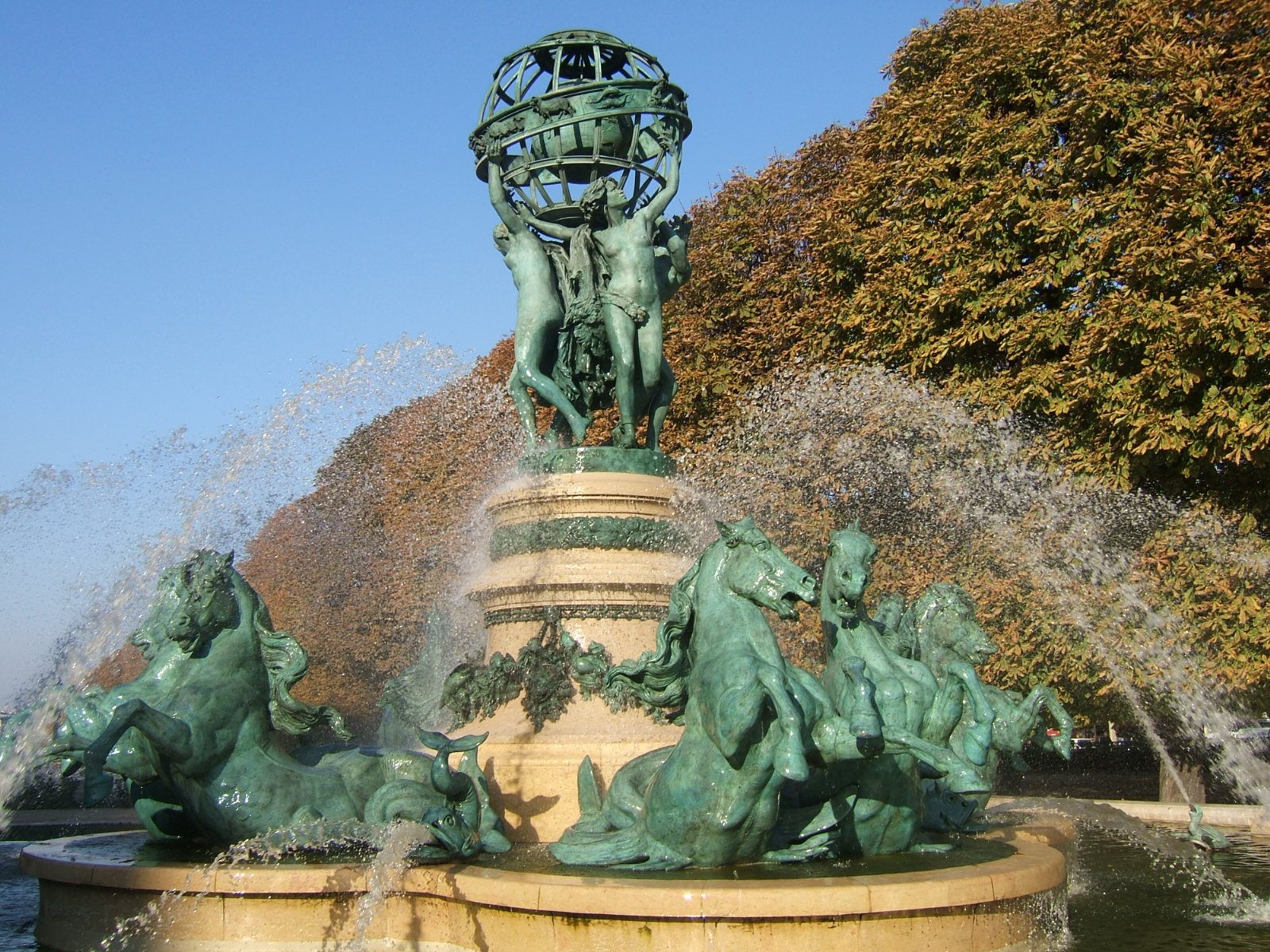
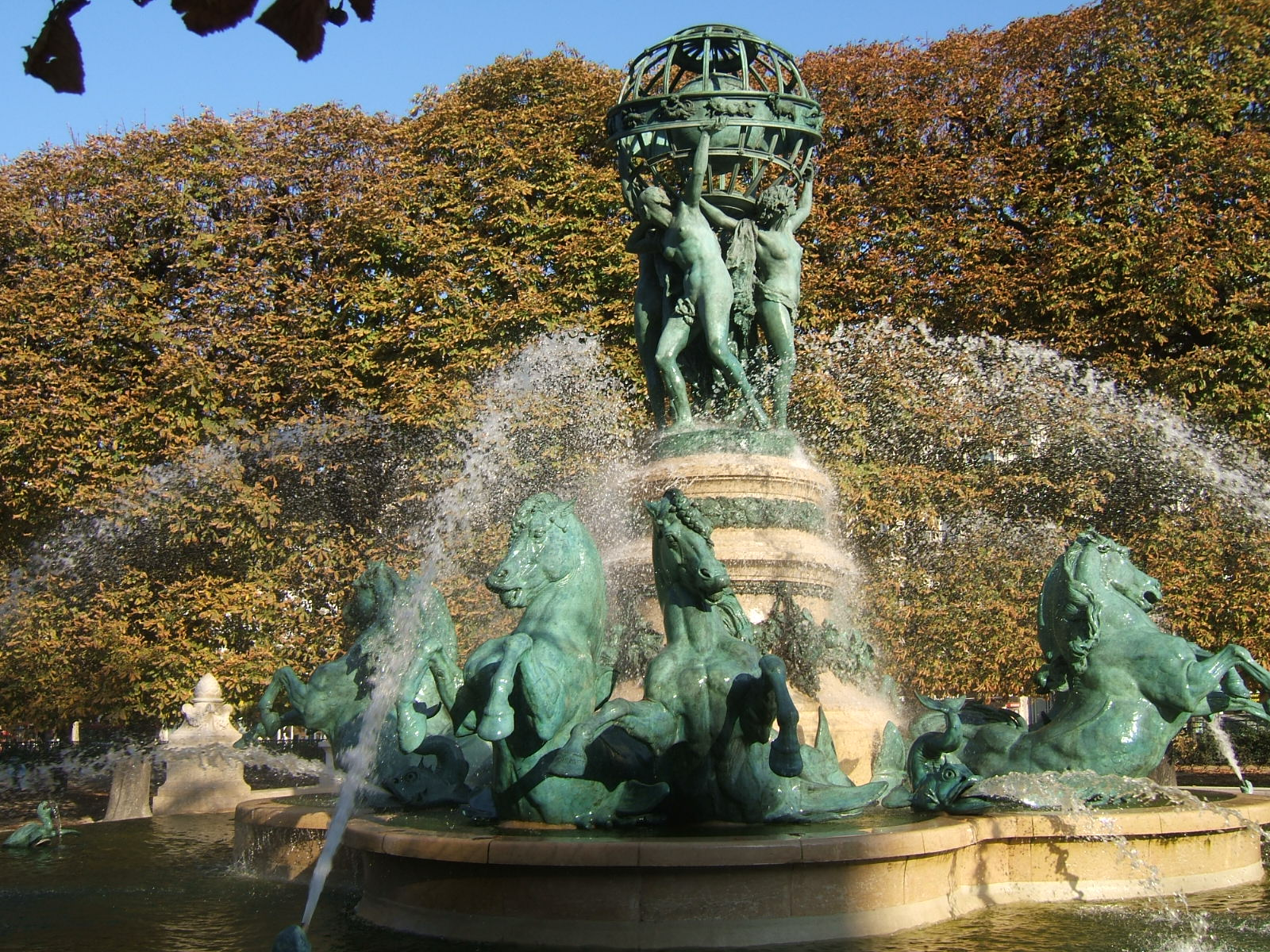
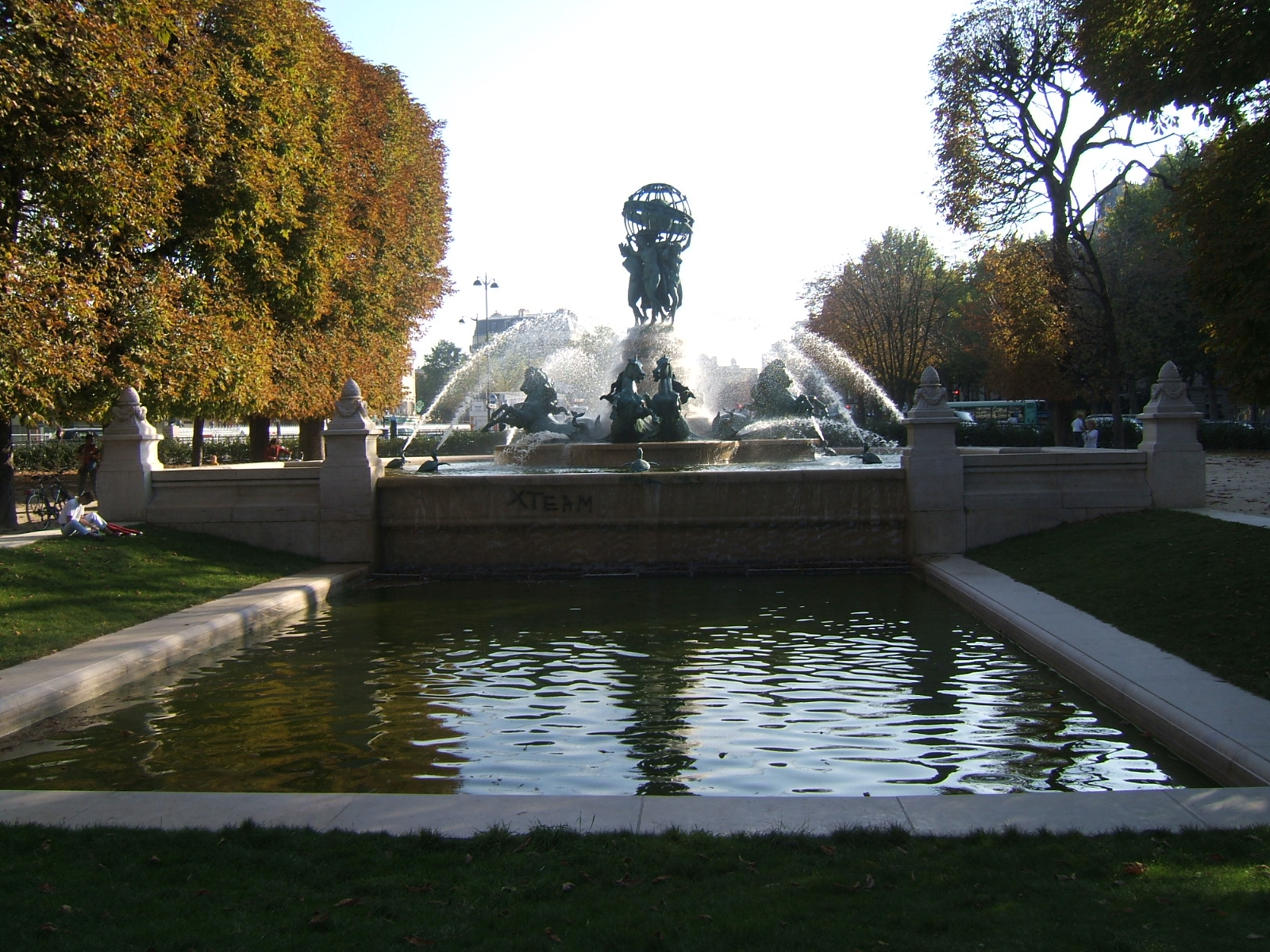
La font vista des del jardí Marco Polo
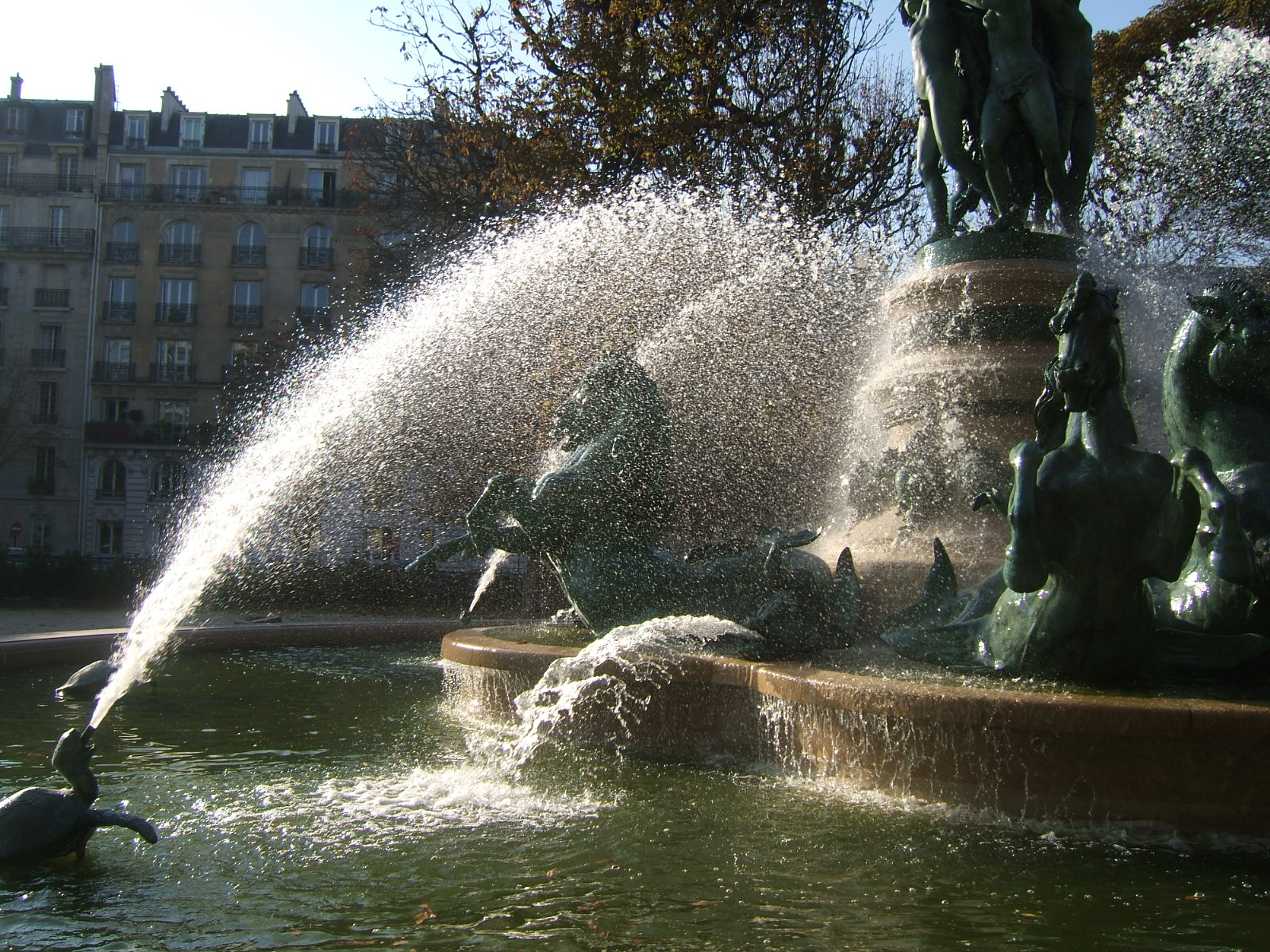